# غابة النصر
غابة النصر في العاصمة الليبية طرابلس هي أكبر غابة في المدينة كما تجاورها حديقة الحيوانات بأبي سليم ويشقها مجرى وادي المجينين .
اقتطعت من الغابة على فترات، قطع كبيرة من الأراضي أنشأت عليها أحياء منها حي باب بن غشير وحي دمشق منذ أواخر ستينيات القرن العشرين كما أقيم عليها منشآت نادي الإتحاد وملاعب نادي الوحدة إضافة لقصور الضيافة في المدينة.
بداية تأسيس هذه الغابة كانت كحزام أخضر يحيط بمدينة طرابلس، بدأ الإيطاليون الذين احتلوا ليبيا في أوائل القرن العشرين بتأسيسه حيث تأسس في المكان العام 1914 معهد التجارب الزراعية الملكي في إقليم طرابلس، وبعد سنتين من تأسيسه بدأ المعهد في إنشاء مشروع غابة طرابلس في العام 1916. في عام 2010 تم إنشاء فندق ريكسوس النصر داخل الغابة، والذي أطلق عليه لقب الفندق الحي نظرًا لتصميمه المراعي للبيئة بين أشجار الإيكاليبتوس المنتشرة في الغابة.